# Drawiny
Drawiny is een plaats in het Poolse district  Strzelecko-drezdenecki, woiwodschap Lubusz. De plaats maakt deel uit van de gemeente Drezdenko en telt 470 inwoners.

## Verkeer en vervoer
- Station Drawiny